# Mannelijk rijm
Mannelijk (staand) rijm is begin-, half-, vol- of rijk rijm waarbij na de beklemtoonde rijmende lettergreep geen lettergrepen volgen.
- zit - zaag (beginrijm)
- val - bar (halfrijm)
- spaar - haar (eindrijm)